# Австралийска столична територия
Австралийската столична територия (ACT) е самоуправляваща се област в Австралия, в която се намира столицата Канбера.

## История
Преди навлизането на европейците през 1820 територията е обитавана от 3 аборигенски племена – нгунавал, валгалу и нгариго. От 1824 започват да се появяват и първите селища (Тарва, Хал) и малки ферми.
През 1910 официално е признат самоуправляващият се регион „Федерална столична територия“. „Федерална“ се сменя с „австралийска“ едва през 1938. На 9 май 1927 австралийското правителство се премества в Канбера.

## География
Територията е заобиколена от щата Нов Южен Уелс и има площ от 2358 км2.
Националният парк Намагди заема значителна част от планинската територия. В него могат да се видят много красиви реки и гористи местности.
Освен Канбера в територията се намират и няколко малки града – Уилямсдейл, Наас, Уриара, Тарва и Хал.

### Климат
Климатът в столицата на Австралия е много по-различен от климата в останалите големи градове на континента. Причината за това е, че Канбера се намира сравнително далеч от океана. Наблюдават се 4 сезона: през лятото е горещо и сухо, а през зимата – студено с много мъгла и слана. Повечето от най-високите планини са покрити със сняг през зимните периоди. Между октомври и март често се наблюдават гръмотевични бури. Най-високата максимална температура измерена в региона е 42.2 °C (108.0 °F), а най-ниската е -10.0 °C (14.0 °F)

## Образование
Всички образователни институции се намират в столицата Канбера. В града има много детски градини, начални училища, гимназии и колежи. Според данни от 2005 учениците в територията са 60 275. От тях 30 995 са в начално училище, 19 211 в гимназии, 9429 в колежи и 340 в специални училища. Обучаващите се вкъщи деца са 100